# محمد جابریان
محمد  جابریان صنعتگر و سرمایه‌دار ایرانی است.

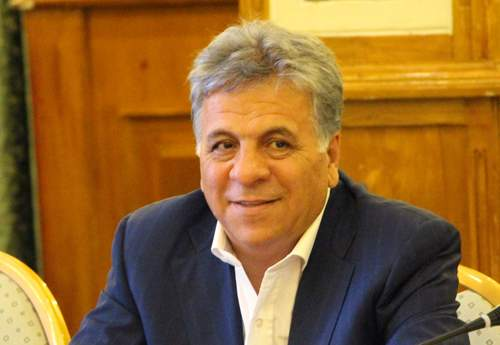

وی از فعالان صنعت فولاد ایران، مدیرعامل مجتمع فولاد آرین سهند و صاحب ۱۰۰ درصد سهام شرکت ذوب آهن خرمشهر است.  جابریان در ۷ تیر۱۳۸۷، معامله عرضه ۳۰٫۵ درصد از سهام فولاد خوزستان در بورس به ارزش ۱۳۶۴ میلیارد تومان را برنده شد. ولی دو سال بعد با شکایت  جابریان مبنی بر عدم پذیرش نقش او در تصمیم‌گیری‌های این شرکت توسط دولت، دادگاه معامله را فسخ کرد.
دوران زندگی:
از فعالان صنعت فولاد ایران، مدیرعامل مجتمع فولاد آرین سهند و صاحب ۱۰۰ درصد سهام شرکت ذوب آهن خرمشهر است. پرورش یافته مکتب بازار سنتی ایران و همچون اسلاف خویش، مذهبی و به اصطلاح هیاتی است. او بازوی تجارتی و بازرگانی پدر بود و  بار به دوردست‌ها می‌فرستاد. فولاد در دستان محمد حکم طلا داشت و بار فولاد را از کارخانه به شهرستان‌ها می‌فرستاد. کار حجره پدری کم‌کم گسترش پیدا کرد و روزبه‌روز بر بنیه مالی خانواده  جابریان افزوده شد تا اینکه برادران، نقشه راه‌اندازی کارخانه‌ای را تنظیم کردند. کارخانهٔ فولادی در دشت قزوین تا حضور خانواده  جابریان علاوه بر توزیع، به تولید هم کشیده شود.
. زمان زیادی لازم نبود تا کار تولید آن‌ها نیز رونق بگیرد به این دلیل که برادر بزرگ‌تر، علاوه بر تجارت، در کار تولید هم موفق نشان داد و موفق شد در اندک زمانی، کار در کارخانه را سه شیفته و تولید را به حداکثر توان برساند. شعار محمد «نان داغ، فولاد داغ» بود و ورق‌های فولادی و محصولات آهنی را بلافاصله از خط تولید به عرضه برساند. آرزوی دوران جوانی‌اش را دور از دسترس نمی‌دید؛ حضور در راس شرکتی به بزرگی فولاد خوزستان، آرزوی دیرینه او بود و او حتی زمانی که در حجره پدری پادویی می‌کرد، در اندیشه چنین موفقیتی بود. تابستان سال ۸۷ خبر خرید بلوک ۳٫۵۰ درصدی فولاد خوزستان به وسیله یک شخص حقیقی موجب هیجان بازار شده بود.
. شاید این هیجان بیشتر به خاطر آن بود که کسی در ایران جرات کرده سرمایه خود را رو کند! این خبر وقتی منتشر شد که بیشتر فعالان بازار شاهد رقابت تنگاتنگ متقاضیان خرید طی ۹ روز بودند. یک شخص حقیقی که تاکنون فعالیتی در بازار سهام نداشته توانست گوی سبقت را از حقوقیهای بازار برباید و ۵٫۳۰ درصد بلوک فولاد خوزستان را از آن خود کند. مدیر عامل مجتمع فولاد آرین سهند خریدار بلوک فولاد خوزستان بود که حتی افزایش ۸۷ درصدی قیمت عرضه نسبت به قیمت پایه نیز او را از دور رقابت خارج نکرد و سرانجام با اضافه کردن یک ریال سهامدار عمده فولاد خوزستان شد. او به همراه شش برادرش حدود سه دهه است که در بازار فولاد فعالیت می‌کنند. ارزش سهامی که تنها در این معامله خرید ۱۳۶۰ میلیارد تومان بود که حتماً تمام ثروت این مرد نبوده‌است. بچه کف بازار در حال حاضر در بازار آهن تهران یکی از سرشناس ترینهاستفکرش را بکنید او با این خط موبایل چه می‌کند. مدتی پیش اگر ماشین بورس را زیرورو می‌کردید، هرگز کدی معاملاتی به نام «محمد  جابریان» پیدا نمی‌کردید. هیچ‌کس در بازار سرمایه چنین نامی نشنیده بود اما او با ثبت رکورد ۱۳۶۴ میلیارد تومانی در یک دادوستد، به جرگه سهامداران بورس تهران پیوست و کد معاملاتی دریافت کرد. با این حال اگر مدتی دیگر در ماشین بورس اثری از کد معاملاتی او ندیدید، تعجب نکنید. او قصد خروج از بازار را دارد.
. بزرگ‌ترین سهامدار بورس تهران، اکنون بی‌سروصدا در پی آن است که سرمایه‌اش را هم از فولاد خوزستان و هم از بازار سرمایه خارج کند. او که روزگاری آرزوی مدیریت شرکتی به بزرگی فولاد خوزستان را در سر داشت، اکنون خسته‌تر از آن به نظر می‌رسد که خودش را درگیر حواشی فراوان شرکتی همچون فولاد خوزستان کند. مگر بر سر محمد  جابریان چه آمده است که شوق و ذوق ابتدایی‌اش، این روزها تبدیل به انگیزه‌ای برای خروج از شرکت رویایی‌اش شده‌است؟ هیچ‌کس به درستی از قضایای پشت پرده فولاد خوزستان اطلاعی ندارد و محمد هرگز حاضر به گفت‌وگو و افشاگری در این زمینه نشده‌است. تنها پس از چند وقت که قیمت فولاد در سطح جهان کاهش یافت خواستار ابطال معامله انجام شده، شد تا به دلیل بحران جهانی که گریبان فولاد جهان و به خصوص ایران را گرفته‌است ضرری متوجه وی نشود. وی که در ان زمان معتقد به سالم بودن فضای سرمایه‌گذاری در ایران بود و حاضر شد چند برابر قیمت سهام این شرکت را بخرد دیری نپایید که با همراه شدن کاهش قیمت فولاد و عدم اجازه ورود خود به عنوان یکی از سهامداران عمده به جلسات هیئت مدیره تصمیم گرفت تا اظهار نارضایتی خود را به گونه ای دیگر نشان دهد پس اقدام به طرح شکایت برای ابطال بلوک کرد اما هیئت داوری رای را به نفع سازمان خصوصی‌سازی صادر کرد..